# 峨眉春蕙
峨眉春蕙（学名：Cymbidium faberi var. omeiense）为兰科兰属下的一个变种。

## 扩展阅读
- 維基物種上的相關：峨眉春蕙